# Casino Marina del Sol
Casino MDS Talcahuano es el complejo de entretenimiento y casino más grande de Chile, de acuerdo al número de hectáreas en que se encuentra emplazado y sus instalaciones. Se ubica en la comuna de Talcahuano, Gran Concepción, Región del Biobío.

## Historia
En mayo de 2005 entró en vigencia la Ley 19.995 sobre Casinos, que permite la existencia de 24 casinos en Chile (incluyendo los 7 casinos que existían hasta ese momento), con un mínimo garantizado de uno por región y un máximo de tres, distanciados por un mínimo de 70 km viales.
La Región del Biobío recibió siete proyectos de casino de juegos y cinco de ellos buscaban instalarse en el Gran Concepción. Marina del Sol se impuso frente a los proyectos Casino Laguna de San Pedro de la Paz, Borde Río en Concepción, Enjoy-Lotería y Cirsa, estos últimos planificados en Hualpén.
Este megaproyecto está emplazado en 54 hectáreas de terreno, con 19.630 m² construidos, distribuidos en Salón de Juegos, Salón de Eventos, Restaurant y Bar.
El 50 por ciento de la propiedad del casino le corresponde al grupo de canadiense Clairvest Group Inc., quien en sociedad con la inmobiliaria local Empresas Valmar, son los dueños del complejo turístico y de entretenimiento.

## Instalaciones
El complejo Casino Marina del Sol se reconoce a sí mismo como un proyecto integral de entretenimiento, dedicado a toda la familia y a los turistas que quieran disfrutar de su estadía en la región. De esta manera, el plan presentado a la Superintendencia de Casinos y Juegos (SCJ) contempló:
- Casino de juegos.
- Hotel cinco estrellas (120 habitaciones).
- Gimnasio.
- Spa.
- Centro de convenciones.
- Salón VIP (capacidad 150 personas).
- Discoteque.
- Teatro.
- Centro cultural.
- Cuatro kilómetros de canales navegables.
- Restaurantes temáticos emplazados en pequeños islotes.
- Granja ecológica.
- Centro de entretenimiento familiar con Mini Golf y otras atracciones.
- Museo interactivo.
- Áreas de forestación autóctona.
- Centro polideportivo.
- Medialuna.
- Centro ecuestre.
- Colegio.
- Jardín infantil.
- Estacionamientos (709).

## Salón de juegos

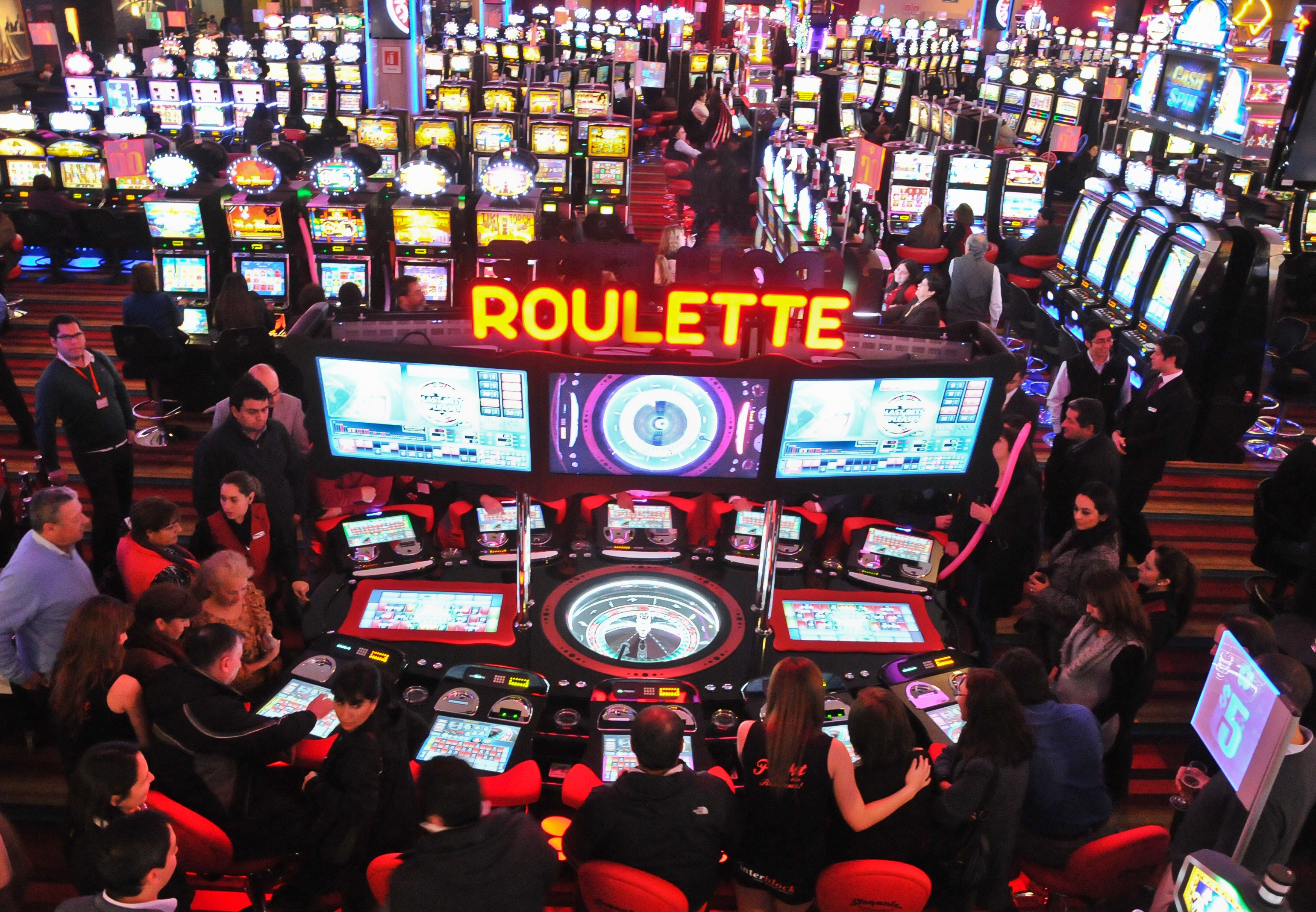
Sala de juegos del casino.

El 13 de noviembre de 2008, el superintendente de Casinos de Juegos, Francisco Javier Leiva, y la presidenta del Consejo Resolutivo de la SCJ, subsecretaria de Hacienda, María Olivia Recart, concluyeron la apertura de nuevos casinos de juego en la Región del Biobío al autorizar a Marina del Sol (Valmar-Clairvest) para abrir sus puertas al público durante los próximos 15 años, es decir, hasta el 13 de noviembre de 2023.
El séptimo proyecto inaugurado de la nueva industria de casinos de juego, implica una inversión de más de 150 millones de dólares y la generación de 1.044 empleos directos permanentes; cuenta con alrededor de 1300 máquinas de azar, 50 mesas de juego y 330 posiciones de bingo, además de un bar y un restaurante. Marina del Sol funciona de domingo a jueves entre 12:00 PM y 04:00 AM, y en horario continuado desde las 12:00 PM del viernes hasta las 06:00 AM del domingo.
El superintendente Leiva precisó que "Marina del Sol cumple con la normativa fijada por la SCJ para que los nuevos casinos de juego apliquen en Chile estándares técnicos y de transparencia propios de países desarrollados".
El 20 por ciento de los ingresos brutos del juego que deben pagar los nuevos casinos -impuesto específico al juego- sólo puede ser invertido en obras de desarrollo que benefician a la población en forma directa, tales como consultorios y postas, plazas y alumbrado público.
Conforme a ello, el superintendente explicó que "las estimaciones señalan que para noviembre de 2009, la municipalidad de Talcahuano y el Gobierno Regional del Biobío habrán recibido - cada uno - cerca de 2.707 millones de pesos por concepto del impuesto específico al juego". Aclaró además que "en la nueva industria los recursos percibidos no pueden ser destinados a gastos de administración municipal o del Gobierno Regional, ya que la ley vigente determina que sólo sean invertidos en obras de desarrollo que van en directo beneficio de la población".
En el interior del salón de juegos destaca un gran mural interior inspirado en los años 1920.

## Hotel
El 8 de julio de 2009 se inauguró el complejo Sonesta Hotel Concepción, el primer 5 estrellas del Gran Concepción enfocado en los negocios y el entretenimiento, disponible para visitantes y turistas que lleguen a la ciudad, que marca la unión entre Marina del Sol y GHL Hoteles.
GHL y Sonesta International Hotels Corporation tienen sucursales en Colombia, Ecuador, Panamá y Perú, llegando a Chile con otros dos complejos que estarán ubicados en Osorno.
Sonesta Hotel Concepción cuenta con 120 habitaciones (20 de ellas suites, 20 habitaciones dobles y 80 king) y un centro de convenciones para 600 personas.
Todas las habitaciones contemplan televisores plasma, cafetera, minibar, caja de seguridad, radio-despertador, teléfono, room service. Además está equipado con piscina temperada techada, gimnasio, sauna, baño turco, spa, jacuzzi al aire libre, sala de estar, en su último piso. El Hotel cuenta con distintos salones para eventos de distinta índole, siendo la capacidad del más grande de estos de 400 personas. Posee también un piso ejecutivo, diseñado para presidentes o gerentes de compañías.
El hotel incluye un restaurante con capacidad para 70 personas, que manejará una carta internacional junto a un mix nacional y un bar.